# Buffalo (Wyoming)
Buffalo – miasto w Stanach Zjednoczonych, w stanie Wyoming, w hrabstwie Johnson.